# Glyphodes polystrigalis
Glyphodes polystrigalis là một loài bướm đêm trong họ Crambidae.